# Eva Murková
Eva Murková (ur. 29 maja 1962 w Bojnicach) – słowacka lekkoatletka, specjalistka skoku w dal i sprinterka,  halowa mistrzyni Europy. Reprezentowała Czechosłowację.

## Kariera sportowa
Odpadła w kwalifikacjach skoku w dal podczas mistrzostw Europy w 1982 w Atenach.
Zdobyła złoty medal w tej konkurencji na halowych mistrzostwach Europy w 1983 w Budapeszcie, wyprzedzając reprezentantki Niemieckiej Republiki Demokratycznej Helgę Radtke i Heike Daute. Na mistrzostwach świata w 1983 w Helsinkach zajęła 7. miejsce w skoku w dal i 8. miejsce w sztafecie 4 × 100 metrów. Zdobyła srebrny medal w skoku w dal (za Susan Hearnshaw z Wielkiej Brytanii, a przed Stefanią Lazzaroni z Włoch), a także zajęła 5. miejsce w finale biegu na 60 metrów na halowych mistrzostwach Europy w 1984 w Göteborgu.
Nie wzięła udziału w igrzyskach olimpijskich w 1984 w Los Angeles wskutek ich bojkotu przez Czechosłowację. Na zawodach „Przyjaźń-84” rozgrywanych w Pradze dla lekkoatletek z państw bojkotujących te igrzyska  zdobyła brązowy medal w sztafecie 4 × 100 metrów (sztafeta Czechosłowacji biegła w składzie: Murková, Taťána Kocembová, Renata Černochová i Jarmila Kratochvílová) oraz zajęła 5. miejsce w skoku w dal.
Ponownie zdobyła srebrny medal w skoku w dal na halowych mistrzostwach Europy w 1985 w Pireusie, za Galiną Czistiakową ze Związku Radzieckiego, a przed Heike Drechsler z NRD, a także odpadła w półfinale biegu na 60 metrów. Odpadła w kwalifikacjach skoku w dal na mistrzostwach Europy w 1986 w Stuttgarcie. Na mistrzostwach świata w 1987 w Rzymie doznała kontuzji podczas rozgrzewki przed kwalifikacjami i nie oddała w nich żadnego mierzonego skoku. Odpadła w eliminacjach biegu na 60 metrów na halowych mistrzostwach Europy w 1988 w Budapeszcie.
Murková była mistrzynią Czechosłowacji w skoku w dal w latach 1983 i 1985–1987, w biegu na 100 metrów w 1983 i 1986 oraz w sztafecie 4 × 100 metrów w 1982, a także wicemistrzynią w sztafecie 4 × 100 metrów w 1981 i w skoku w dal w 1982. W hali była mistrzynią Czechosłowacji w skoku w dal w 1983, 1985, 1987 i 1988 oraz w biegu na 60 metrów w 1985, a także wicemisitrzynią w skoku w dal w 1982.
Czterokrotnie poprawiała rekord Czechosłowacji w skoku w dal do wyniku 7,01 m, uzyskanego 26 maja 1984 w Bratysławie.

## Rekordy życiowe
Rekordy życiowe Murkovej:
- bieg na 100 metrów – 11,32 s (6 czerwca 1987, Bańska Bystrzyca)
- skok w dal – 7,01 m (26 maja 1984, Bratysława)[14]
- bieg na 50 metrów (hala) – 6,31 s (26 stycznia 1985, Bratysława)[14]
- bieg na 60 metrów (hala) – 7,21 s (9 lutego 1985, Jablonec nad Nysą)[14]
- skok w dal (hala) – 6,99 m (2 marca 1985, Pireus)[14]